# Pedro Briceño
Pedro Emilio Briceño Torrealba (Punta de Mata, estado Monagas, Venezuela, 26 de diciembre de 1972) es un político venezolano.

## Vida
Hizo la primaria en la Unidad Educativa José Francisco Bermúdez en Caicara de Maturín y la secundaria en el Liceo Juan Francisco Milá de Roca. Se graduó de abogado en la Universidad Santa María en Caracas. Además cursó una Maestría en Derecho Penal (Legislaciones Penales y Criminológicas). Es hermano de José Gregorio Briceño.  
Fue asesor jurídico de la Asamblea Nacional de Venezuela (Comisión de Política Interior), así como asesor jurídico externo de varias empresas privadas.
En el 2004 es electo Alcalde del Municipio Cedeño y reelecto en el 2008. 

## Fuente
- Biografía oficial de Pedro Briceño

| Predecesor: Domingo Pedemonte | Alcalde del Municipio Cedeño 2004–2008; 2008–2012 | Sucesor: Wilma Carvajal |

- Datos: Q5636977